# Neodythemis scalarum
Neodythemis scalarum là loài chuồn chuồn trong họ Libellulidae. Loài này được Pinhey mô tả khoa học đầu tiên năm 1964.